# Língua tobelo
A língua tobelo (em indonésio: bahasa Tobelo) é uma língua do norte de Halmahera falada na ilha oriental de Halmaera, na Indonésia, e em partes de várias ilhas vizinhas. O coração da língua Tobelo está nos seis distritos administrativos (em indonésio: kecamatan) do tobelo, localizada na costa oeste da Baía de Cao e formando a parte central da Regência Halmaera Utara. Outras áreas de língua tobelo são os cinco distritos de Wasile (a metade noroeste da Regência de Halmaera do Leste; onde eles são, na verdade, falantes da língua tugutil, que é muito relacionada ao tobelo) na costa sul e leste da Baía de Cao, e na metade norte da Ilha Morotai. A capital do distrito, também conhecida como o tobelo, serve como um centro comercial e administrativo regional e é o maior assentamento em Halmaera.

## Dialetos
Os seis dialetos principais são geralmente reconhecidos por Voorhoevemem 1988:
- Heleworuru
- Boeng
- Dodinga
- Lago Paca
- Kukumutuk
- Popon

Os três últimos dialetos também são conhecidos como Tugutil. As variedades tugutis podem incluir variantes dialetais adicionais, mas isso não foi documentado satisfatoriamente de Voorhoeve de 1988. A inteligibilidade não é ótima em Ethnologue.
Além disso, com base nas porcentagens de cognição em uma lista de vocabulário básico, de Voorhoeve de 1988 identifica cinco outras variedades da língua halmaherã do norte como dialetos da suposta língua halmaerã do ordeste. Junto com o tobelo, essas variedades são a galela, loloda, modole, pagu e tabaru. A maioria dos falantes considera que essas são línguas distintas do tobelo, embora reconheçam um certo grau de inteligibilidade mútua.

## Fonologia

### Vogais

#### Tobelo
|        | Frente | Central | Voltar |
| ------ | ------ | ------- | ------ |
| Fechar | i      |         | u      |
| Meio   | e ~ ɛ  |         | o      |
| Abrir  |        | a       |        |

As vogais frontais médias podem variar de /e/ a /ɛ/. 
|              | Frente | Central | Voltar |
| ------------ | ------ | ------- | ------ |
| Fechar       | i      |         | u      |
| Meio-fechado | e      |         | o      |
| Médio-baixo  | ɛ      |         | ɔ      |
| Quase aberto | æ      |         |        |
| Abrir        |        | a       |        |

## Direcionais
Quase todas as 50 línguas de Molucas têm algum tipo de sistema direcional. No mínimo, a distinção entre cima e baixo parece ser uma característica da área. Mas isso traz à tona o fenômeno do ovo e da galinha.
Talvez não seja coincidência que os tobelos sejam o grupo étnico mais difundido nas Molucas, com uma população considerável de emigrantes por toda a província. Podemos pelo menos ter certeza de que as indicações direcionais do malaio são o "ovo", porque o malaio falado na Indonésia Ocidental não usa essas indicações direcionais, enquanto o malaio das Molucas usa correlações diretas dos termos do tobelo:
bawah, atas, darat, laut.
As direcionais do tobelo são descritas em Taylor de 1984. Os advérbios direcionais do tobelo ocorrem:
1. sobre verbos de movimento para especificar a direção do movimento
2. em substantivos para especificar movimento para longe ou em direção a um objeto

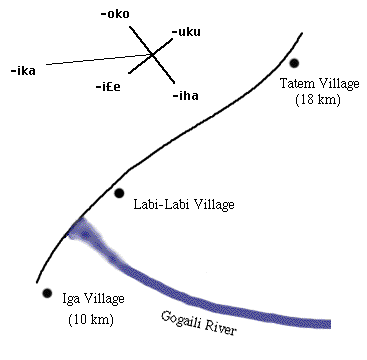
Direcionais do tobelo, incluindo nomes de aldeias perto do rio Gogaili

| Dêitico | Advérbio | Advérbio |
| ------- | -------- | -------- |
| terra   | dina     | -iha     |
| mar     | dai      | -oko     |
| acima   | daku     | -ilye    |
| abaixo  | dau      | -uku     |
| sobre   | doca     | -ika     |